# Plazeča pirnica
Plazeča pirnica (znanstveno ime Elytrigia repens) je pogosta trava, ki je tudi zdravilna rastlina.

## Opis
Plazeča pirnica zraste od 40–150 cm visoko in ima suličaste liste, ki merijo v dolžino od 15–40 cm in so široki od 3–10 mm pri tleh ter od 2–8,5 mm višje na steblu. Klas je dolg od 10–30 cm in ima od 1–2 cm dolge in 5–7 mm široke klaske premera cca 3 mm. Krovne pleve imajo od 3 do 6 žilic in so priostrene, na koncu pa imajo kratko reso.
Pirnica ima od 1 do 3 mm debelo, široko razpredeno koreniko, iz katere poganjajo na kolencih šopi tankih koreninic. Iz kolenc poganjajo tudi bilke ter živice, s pomočjo katerih se ta rastlina vegetativno razmnožuje.

## Taksonomija
Obstajajo tri podvrste plazeče pirnice, ena od njih pa ima tudi različico:
- Elytrigia repens subsp. repens. Razširjena skupaj z vrsto.
  - Elytrigia repens subsp. repens var. repens. Nima, ali ima zelo kratke rese.
  - Elytrigia repens subsp. repens var. aristata (Döll) P.D.Sell. Rese, dolge do 15 mm.
- Elytrigia repens subsp. elongatiformis (Drobow) Cvelev (syn. Elytrigia elongatiformis (Drobow) Nevski). Razširjena po osrednji in jugozahodni Aziji ter po Ukrajini.
- Elytrigia repens subsp. longearistata N. R. Cui. Razširjena po zahodni Kitajski (Šindžjang).

Obstajajo tudi hibridi z drugimi vrstami trav, med katerimi so Elytrigia juncea (Elytrigia × laxa (Fr.) Kerguélen), Elytrigia atherica (Elytrigia × drucei Stace),pa tudi z vrsto ječmena Hordeum secalinum (× Elytrordeum langei (K. Richt.) Hyl.).

### Razširjenost in uporabnost
Plazeča pirnica uspeva na obdelanih tleh, še posebej na ilovnati zemlji, pa tudi na bolj pusti podlagi. Danes je ta vrsta razširjena skoraj po celem svetu in ponekod velja za invazivno vrsto. Korenika plazeče pirnice vsebuje fitoncid, ki razkužuje. Zaradi tega so jo v ljudskem zdravilstvu uporabljali za zdravljenje tegob pri vnetem mehurju. Za zdravilne namene se korenika nabira marca in aprila ter septembra in oktobra.